# Astronomía de onda gravitacional
|  | Los sistemas binarios formados por dos objetos masivos que orbitan entre sí son una fuente importante para la astronomía de onda gravitacional. El sistema emite radiación gravitacional a medida que orbita, disipando energía y momento, lo que causa que la órbita se contraiga. Se muestra aquí un sistema de enanas blancas binario, una fuente importante para detectores espaciales como eLISA. La fusión final de las enanas blancas puede resultar en una supernova, representada por la explosión en el tercer panel. |

La astronomía de ondas gravitacionales es una rama emergente de la astronomía observacional que pretende utilizar ondas gravitatorias (diminutas distorsiones del espacio-tiempo previstas por la teoría de la relatividad general de Einstein) para recopilar datos observacionales sobre objetos tales como estrellas de neutrones y agujeros negros, eventos como supernovas y procesos incluyendo los del universo temprano poco después del Big Bang.
Las ondas gravitatorias tienen una sólida base teórica, fundamentada en la teoría de la relatividad. Serían predichas por primera vez por Einstein en 1916; y aunque se deducen como una consecuencia específica de la relatividad general, son una característica común de todas las teorías de la gravedad que obedecen a la relatividad especial. La evidencia observacional indirecta de su existencia se registró por primera vez en 1974, a partir de las mediciones del pulsar binario de Hulse-Taylor, cuya órbita evoluciona exactamente como se esperaría para generar la emisión de una onda gravitacional. Richard Hulse y Joseph Taylor fueron galardonados con el Premio Nobel de Física de 1993 por este descubrimiento. Posteriormente, se han observado muchos otros pulsares binarios (incluyendo un sistema de pulsar doble), donde se verifican todas las condiciones apropiadas predichas para la generación de ondas gravitacionales.
El 11 de febrero de 2016 se anunció que LIGO había observado directamente las primeras ondas gravitacionales en septiembre de 2015. La segunda observación de las ondas gravitacionales se hizo el 26 de diciembre de 2015 y se anunció el 15 de junio de 2016.

## Observaciones

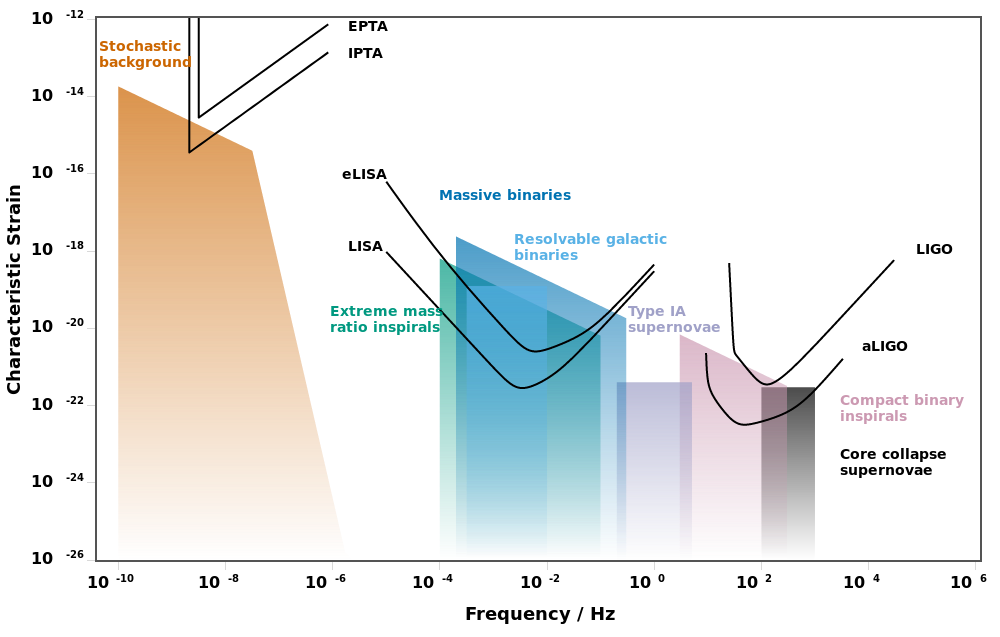
Curvas de ruido para una selección de detectores gravitacionales ondulatorios como función de frecuencia. En frecuencias muy bajas son púlsar cronometrando variedades, el Púlsar europeo que Cronometra Variedad (EPTA) y el Púlsar Internacional futuro que Cronometra Variedad (IPTA); en las frecuencias bajas son espaciales-detectores aguantados, el anteriormente propuesto Interferómetro Láser Antena Espacial (LISA) y el actualmente propuesto Interferómetro de Láser evolucionado Antena Espacial (eLISA), y los detectores de frecuencias altas basados en tierra, el Observatorio de ondas Gravitatorias por Interferometría Láser (LIGO) y su configuración adelantada (aLIGO). Las fuentes de tensión característica de potencial astrofísico son también mostradas. Para ser detectable la tensión característica de una señal tiene que ser por encima de la curva de ruido.

### Frecuencia alta
En 2015, el proyecto LIGO fue el primero en observar directamente las ondas gravitacionales utilizando interferómetros láser. Los detectores de LIGO observaron las ondas gravitacionales de la fusión de dos agujeros negros de masa estelar, de acuerdo con las predicciones de la relatividad general. Estas observaciones demostraron la existencia de sistemas binarios de agujeros negros de masa estelar y fueron la primera detección directa de ondas gravitatorias y la primera observación de una fusión de agujeros negros binarios. Este hallazgo se ha caracterizado como revolucionario en la ciencia, debido a la verificación de nuestra capacidad de utilizar la astronomía de la onda gravitacional para progresar en nuestra búsqueda y exploración de la materia oscura y del Big Bang.

### Frecuencia baja
Un medio alternativo de observación es el uso de arreglos de medición de pulsares (PTA). Existen tres consorcios, el European Pulsar Timing Array (EPTA), el Observatorio Nanohertziano Norteamericano de Ondas Gravitacionales (NANOGrav) y el Arreglo de Pulsos de Parkes (PPTA), que cooperan como el Pulsar Timing Array Internacional. Estos usan radiotelescopios existentes, pero como son sensibles a las frecuencias en el rango de los nanohercios, muchos años de observación son necesarios para detectar una señal y la sensibilidad del detector mejora gradualmente. Los límites actuales se aproximan a los esperados para las fuentes astrofísicas.